# Музыка Литвы
Музыкальное искусство Литвы очень разнообразно и представлено как народной музыкой и выступлениями классических исполнителей, так и современной музыкой.

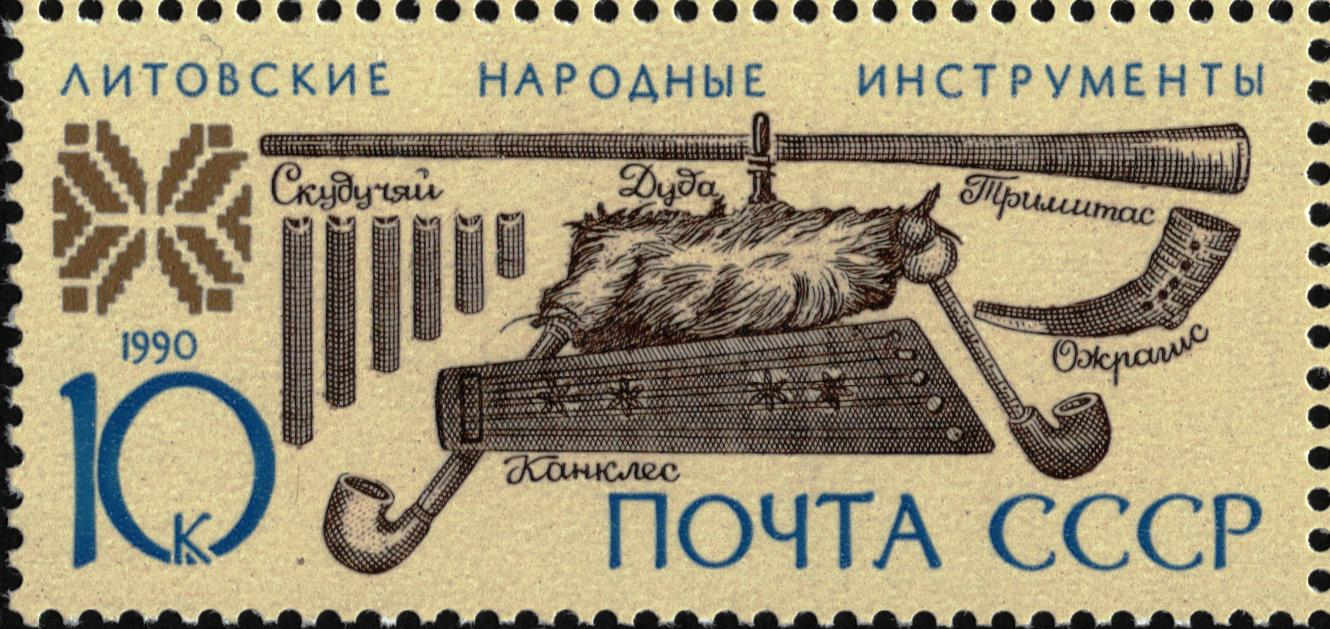
Советская почтовая марка с изображением литовских народных инструментов

## Народная музыка

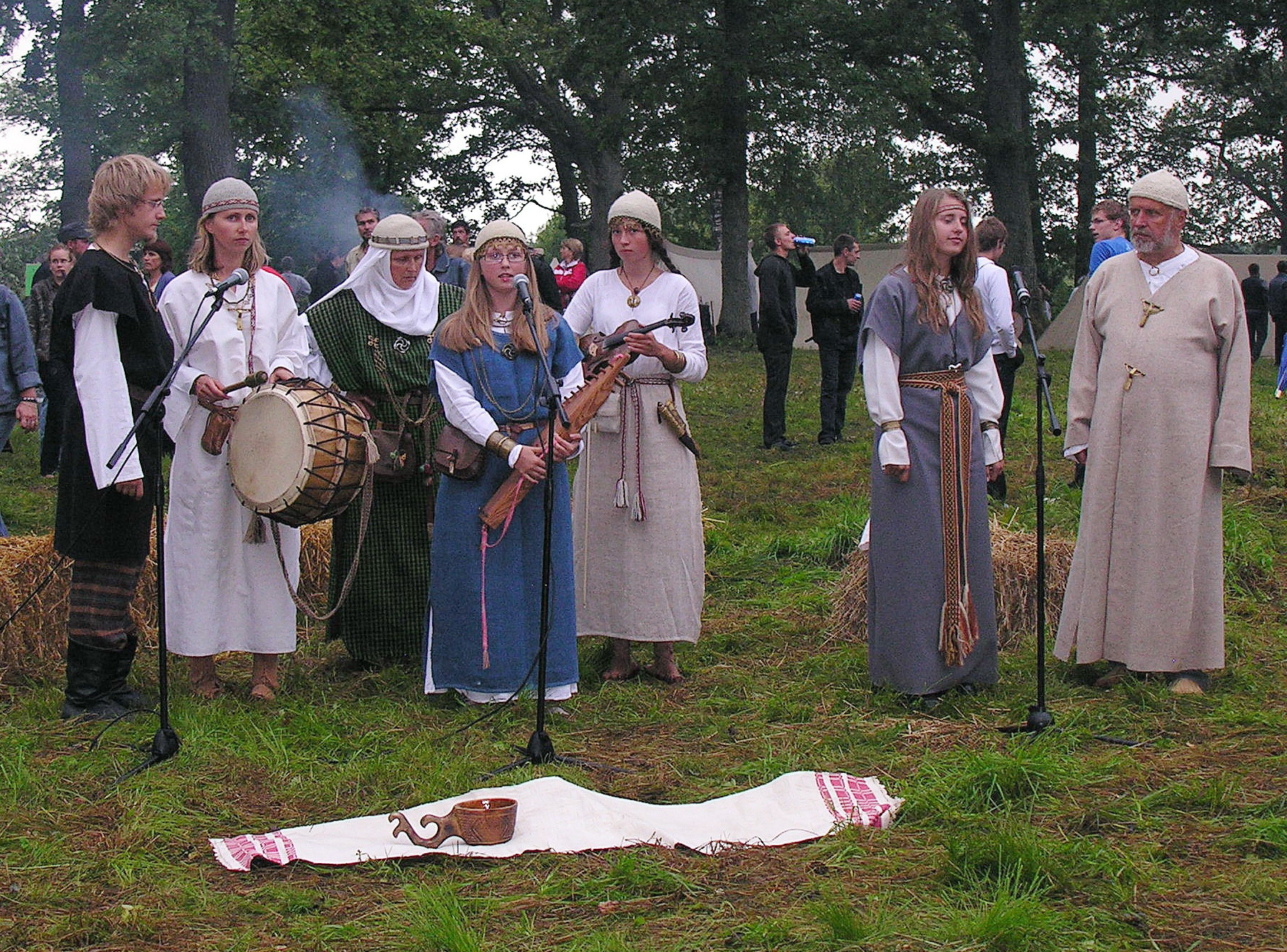
Народный ансамбль «Кулгринда» из Вильнюса

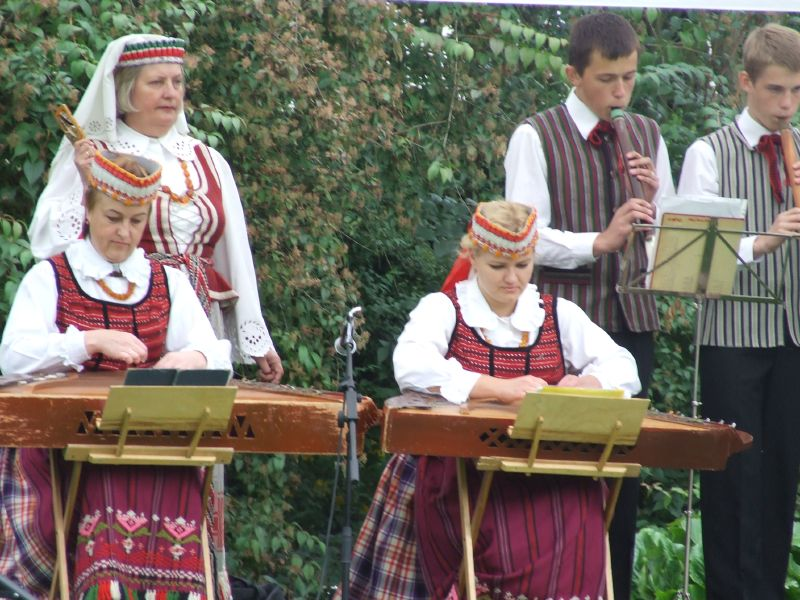
Литовские музыканты

Литовская народная музыка самобытна по своему мелодическому, ладовому, метроритмическому строению, в то же время родственна латышскому, белорусскому, украинскому фольклору.
Инструментальные наигрышам свойствен акцентированный ритм.
Народная инструментальная музыка с середины XIX в. существует как наигрыши для танцев, исполняется на духовых инструментах — скудучяй (многоствольная флейта), бирбине (духовые инструменты), рагас (деревянный или рог животных), даудитес (типа трубы), ожрагис (пастушеский рог), лумздялис (свирель) и др., а также на струнном щипковом инструменте типа гуслей — канклес. Среди ударных инструментов — эглите, тридекснис, клабурис и др.
Начиная с XVIII в. популярность получила скрипка, затем с XIX в. - контрабас, барабан, гармоника, кларнет, аккордеон и др.
Литовская песня, как правило, эмоционально сдержанна, преобладают песни куплетной формы. Она имеет в своей основе натуральные семиступенные лады; встречаются пентатоника, переменные лады. 
Для различных районов Литвы характерны разные стили народных песен и традиции их исполнения.
Контрастная и имитационная полифония встречается в особом виде старинных песен — сутартинес, основанном либо на канонообразном проведении мелодии, либо на противопоставлении голосов.
Начиная с 1924 года, в Вильнюсе раз в пять лет проходит фестиваль «Праздник песни».

## Профессиональная музыка

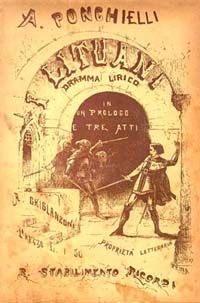
Опера «I Lituani» (Литовцы) — плакат постановки XIX в.

Первая профессиональная музыка в Литве родилась вместе с появлением странствующих музыкантов в XI веке. После христианизации Литвы в 1387 году начала распространяться религиозная музыка, было введено григорианское пение (подробнее в статье Музыка Великого княжества Литовского).
В 1874 году итальянский композитор Амилькаре Понкьелли написал оперу «Литовцы» (итал. I Lituani), в которой использовал литовские народные мотивы. Родоначальником литовской академической музыки считается композитор Микалоюс Константинас Чюрлёнис.
В 1906 году была поставлена первая литовская опера «Бирута» композитора Микаса Петраускаса, автор либретто — Габриелюс Ландсбергис-Жямкальнис.
Среди литовских музыкантов, певцов и дирижеров также следует отметить: пианиста Пятраса Генюшаса, джазового саксофониста Пятраса Вишняускаса, М. Рубацките, С. Стоните, С. Тримакайте,  оперного певца Виргилиюса Норейку, скрипача и дирижёра Саулюса Сондецкиса, дирижёра Гинтараса Ринкявичюса и дирижёра Юозаса Домаркаса.

## Эстрадная музыка
Поп-музыка в Литве: Стасис Повилайтис, Витаутас Кярнагис, Джордана Буткуте и др. (см. Категория:Поп-вокалисты Литвы)
Фестивали: Be2gether (2000-е)

## Рок-музыка
В 1980-х годах в Литве начали появляться первые рок-группы: Hiperbolė, Foje, Antis, BIX, Katedra и др.
С 1989 года такие группы, как «SKAMP», «Happyendless» и «Jurga» приобрели международную узнаваемость.